# 亞速高地
亞速高地（羅馬化：Pryazovska vysochyna）是烏克蘭的高地，位於該國東南部，由頓涅茨克州和札波羅熱州負責管轄，北面是第聶伯低地，東北面是頓涅茨嶺，最高點海拔高度324米。